# درو فريدمان
درو فريدمان (بالإنجليزية: Drew Friedman)‏ هو رسام كارتون أمريكي، ولد في 1958 في نيويورك في الولايات المتحدة.

## وصلات خارجية
- الموقع الرسمي
- درو فريدمان على موقع ميوزك برينز (الإنجليزية)
- درو فريدمان على موقع إن إن دي بي (الإنجليزية)